# Macrotarsomys bastardi
Macrotarsomys bastardi é uma espécie de roedor da família Nesomyidae.
É endêmica do oeste e sul de Madagascar.